# Raymond Ruben
Raymond Roupen (Ruben) van Antiochië (1197/1199 - 1219/1222) was prins van Antiochië tussen 1216 en 1219.
Raymond-Ruben was een zoon van Raymond van Antiochië en Alice (Alix) van Armenië. Zijn vader was de oudste zoon van Bohemund III van Antiochië, waardoor Raymond-Ruben als eerste in lijn stond voor de troon van Antiochië omdat zijn vader al vroegtijdig overleed maar diens broer Bohemund IV nam de plaats van vorst in. Bohemund (IV) wilde van geen wijken weten wanneer Raymond-Ruben zijn grond en titel opeiste. Vervolgens begon Raymond een campagne tegen Bohemund : gesteund door zijn grootvader Leo II van Armenië wisten zij Bohemund te verdrijven tot aan Tripoli. De volgende drie jaar kon Raymond zich prins van Antiochië noemen, maar in het najaar van 1219 had Bohemund (IV) zich zo versterkt dat hij Raymond uit Antiochië wist te verdrijven. Hetzelfde jaar probeerde Raymond Ruben de macht te grijpen in Armenië, maar zijn claim om de troon werd niet rechtsgeldig gezien en hij moest Armeens Cilicië in 1219 weer verlaten.

## Huwelijk en kinderen
Raymond-Ruben huwde in 1210 met Helvis/Helvide van Lusignan, een dochter van Amalrik de Lusignan, koning van Cyprus en Eschiva d'Ibelin. Zij kregen twee dochters :
- 1) Maria van Antiochië, (1215-1240) vrouwe van Toron, huwde met Filips I van Montfort, heer van Tyrus, Toron en Chartre.
- 2) Eschiva van Antiochië, (1216-1265), huwde met Hetroum van Lampron (1220-1250).